# Імантс Блейделіс
Імантс Блейделіс (латис. Imants Bleidelis, нар. 16 серпня 1975, Рига) — латвійський футболіст, що грав на позиції півзахисника.
Виступав, зокрема, за клуб «Сконто», а також національну збірну Латвії.
Восьмиразовий чемпіон Латвії.

## Клубна кар'єра
У дорослому футболі дебютував 1992 року виступами за команду «Сконто», в якій провів один сезон, взявши участь в одному матчі чемпіонату. За цей час виборов титул чемпіона Латвії.
Протягом 1994 року захищав кольори клубу «Інтерсконто».
Своєю грою за останню команду знову привернув увагу представників тренерського штабу головної команди клубу «Сконто», до складу якого повернувся 1994 року. Цього разу відіграв за ризький клуб наступні шість сезонів своєї ігрової кар'єри. За цей час додав до переліку своїх трофеїв ще п'ять титулів чемпіона Латвії.
Згодом з 2000 по 2007 рік грав у складі команд «Саутгемптон», «Віборг», ГАК (Грац) та «Юрмала-VV».
Завершив ігрову кар'єру у команді «Металургс» (Лієпая), за яку виступав протягом 2007—2008 років.

## Виступи за збірну
У 1995 році дебютував в офіційних матчах у складі національної збірної Латвії.
У складі збірної був учасником чемпіонату Європи 2004 року у Португалії.
Загалом протягом кар'єри в національній команді, яка тривала 13 років, провів у її формі 106 матчів, забивши 10 голів.
| Дата       | Місто              | Господарі         | Результат               | Гості             | Турнір            | Голи | Примітки |
| ---------- | ------------------ | ----------------- | ----------------------- | ----------------- | ----------------- | ---- | -------- |
| 19-5-1995  | Рига               | Латвія            | 2 – 0                   | Естонія           | Кубок Балтії      | -    | 73'      |
| 21-5-1995  | Рига               | Латвія            | 2 – 0                   | Литва             | Кубок Балтії      | -    |          |
| 3-6-1995   | Порту              | Португалія        | 3 – 2                   | Латвія            | Відбір до ЧЄ 1996 | -    | 38'      |
| 7-6-1995   | Белфаст            | Північна Ірландія | 1 – 2                   | Латвія            | Відбір до ЧЄ 1996 | -    | 70'      |
| 16-8-1995  | Рига               | Латвія            | 3 – 2                   | Австрія           | товариський матч  | -    |          |
| 6-9-1995   | Рига               | Латвія            | 1 – 0                   | Ліхтенштейн       | Відбір до ЧЄ 1996 | -    | 31'      |
| 12-3-1996  | Ларнака            | Кіпр              | 1 – 0                   | Латвія            | товариський матч  | -    | 66'      |
| 1-9-1996   | Рига               | Латвія            | 1 – 2                   | Швеція            | Відбір до ЧС 1998 | -    |          |
| 5-9-1996   | Рига               | Латвія            | 0 – 2                   | Шотландія         | Відбір до ЧС 1998 | -    |          |
| 9-10-1996  | Мінськ             | Білорусь          | 1 – 1                   | Латвія            | Відбір до ЧС 1998 | -    |          |
| 9-11-1996  | Відень             | Австрія           | 2 – 1                   | Латвія            | Відбір до ЧС 1998 | -    |          |
| 14-2-1997  | Паралімні          | Кіпр              | 2 – 0                   | Латвія            | товариський матч  | -    | 75'      |
| 15-2-1997  | Lysi               | Латвія            | 1 – 0                   | Литва             | товариський матч  | -    | 46'      |
| 2-4-1997   | Люцерн             | Швейцарія         | 1 – 0                   | Латвія            | товариський матч  | -    |          |
| 30-4-1997  | Рига               | Латвія            | 2 – 0                   | Білорусь          | Відбір до ЧС 1998 | -    | 46'      |
| 18-5-1997  | Таллінн            | Естонія           | 1 – 3                   | Латвія            | Відбір до ЧС 1998 | -    |          |
| 8-6-1997   | Рига               | Латвія            | 1 – 3                   | Австрія           | Відбір до ЧС 1998 | -    | 64'      |
| 25-6-1997  | Рига               | Латвія            | 4 – 1                   | Андорра           | товариський матч  | 2    |          |
| 10-7-1997  | Вільнюс            | Естонія           | 1 – 2                   | Латвія            | Кубок Балтії      | -    |          |
| 11-7-1997  | Вільнюс            | Литва             | 1 – 0                   | Латвія            | Кубок Балтії      | -    | 54'      |
| 19-8-1997  | Рига               | Латвія            | 0 – 0                   | Азербайджан       | товариський матч  | -    | 46'      |
| 6-9-1997   | Рига               | Латвія            | 1 – 0                   | Естонія           | Відбір до ЧС 1998 | -    |          |
| 10-9-1997  | Стокгольм          | Швеція            | 1 – 0                   | Латвія            | Відбір до ЧС 1998 | -    |          |
| 11-10-1997 | Глазго             | Шотландія         | 2 – 0                   | Латвія            | Відбір до ЧС 1994 | -    |          |
| 6-2-1998   | Та-Калі            | Грузія            | 2 – 1                   | Латвія            | товариський матч  | 1    |          |
| 8-2-1998   | Та-Калі            | Мальта            | 2 – 1                   | Латвія            | товариський матч  | -    | 42'      |
| 10-2-1998  | Та-Калі            | Албанія           | 2 – 2                   | Латвія            | товариський матч  | -    |          |
| 17-5-1998  | Рига               | Латвія            | 1 – 5                   | Ізраїль           | товариський матч  | -    | 54'      |
| 25-6-1998  | Валга              | Естонія           | 0 – 2                   | Латвія            | Кубок Балтії      | -    | 71'      |
| 26-6-1998  | Пярну              | Андорра           | 0 – 2                   | Латвія            | товариський матч  | 1    |          |
| 6-9-1998   | Осло               | Норвегія          | 1 – 3                   | Латвія            | Відбір до ЧЄ 2000 | -    |          |
| 10-10-1998 | Рига               | Латвія            | 1 – 0                   | Грузія            | Відбір до ЧЄ 2000 | -    | 51'      |
| 14-10-1998 | Марибор            | Словенія          | 1 – 0                   | Латвія            | Відбір до ЧЄ 2000 | -    | 52'      |
| 24-2-1999  | Єрусалим           | Ізраїль           | 2 – 0                   | Латвія            | товариський матч  | -    | 54'      |
| 5-6-1999   | Рига               | Латвія            | 1 – 2                   | Словенія          | Відбір до ЧЄ 2000 | -    | 59'      |
| 9-6-1999   | Марусі             | Греція            | 1 – 2                   | Латвія            | Відбір до ЧЄ 2000 | -    | 54'      |
| 26-6-1999  | Куритиба           | Бразилія          | 3 – 0                   | Латвія            | товариський матч  | -    | 46'      |
| 4-9-1999   | Тирана             | Албанія           | 3 – 3                   | Латвія            | Відбір до ЧЄ 2000 | -    |          |
| 8-9-1999   | Тбілісі            | Грузія            | 2 – 2                   | Латвія            | Відбір до ЧЄ 2000 | 1    |          |
| 9-10-1999  | Рига               | Латвія            | 1 – 2                   | Норвегія          | Відбір до ЧЄ 2000 | -    |          |
| 2-2-2000   | Пафос (місто)      | Латвія            | 0 – 2                   | Румунія           | товариський матч  | -    |          |
| 26-4-2000  | Каунас             | Литва             | 2 – 1                   | Латвія            | товариський матч  | -    |          |
| 3-6-2000   | Рига               | Латвія            | 1 – 0                   | Фінляндія         | товариський матч  | -    |          |
| 16-8-2000  | Рига               | Латвія            | 0 – 1                   | Білорусь          | товариський матч  | -    | 78'      |
| 2-9-2000   | Рига               | Латвія            | 0 – 1                   | Шотландія         | Відбір до ЧС 2002 | -    |          |
| 7-10-2000  | Рига               | Латвія            | 0 – 4                   | Бельгія           | Відбір до ЧС 2002 | -    |          |
| 15-11-2000 | Серравалле         | Сан-Марино        | 0 – 1                   | Латвія            | Відбір до ЧС 2002 | -    | 80', 81' |
| 28-2-2001  | Вадуц              | Ліхтенштейн       | 0 – 2                   | Латвія            | товариський матч  | -    |          |
| 24-3-2001  | Осієк              | Хорватія          | 4 – 1                   | Латвія            | Відбір до ЧС 2002 | -    | 39'      |
| 2-6-2001   | Брюссель           | Бельгія           | 3 – 1                   | Латвія            | Відбір до ЧС 2002 | -    |          |
| 6-6-2001   | Рига               | Латвія            | 0 – 1                   | Хорватія          | Відбір до ЧС 2002 | -    | 87'      |
| 3-7-2001   | Рига               | Латвія            | 2 – 0                   | Естонія           | Кубок Балтії      | -    | 78'      |
| 5-7-2001   | Рига               | Латвія            | 4 – 1                   | Литва             | Кубок Балтії      | -    | 76'      |
| 15-8-2001  | Рига               | Латвія            | 0 – 1                   | Україна           | товариський матч  | -    | 74'      |
| 6-10-2001  | Глазго             | Шотландія         | 2 – 1                   | Латвія            | Відбір до ЧС 2002 | -    | 75'      |
| 14-11-2001 | Рига               | Латвія            | 1 – 3                   | Росія             | товариський матч  | -    | 59'      |
| 27-3-2002  | Есперанж (комуна)  | Люксембург        | 0 – 3                   | Латвія            | товариський матч  | -    | 75'      |
| 17-4-2002  | Вентспілс          | Латвія            | 2 – 1                   | Казахстан         | товариський матч  | -    | 57'      |
| 22-5-2002  | Гельсінкі          | Фінляндія         | 2 – 1                   | Латвія            | товариський матч  | -    | 87'      |
| 6-7-2002   | Рига               | Латвія            | 2 – 0                   | Азербайджан       | товариський матч  | -    | 68'      |
| 21-8-2002  | Рига               | Латвія            | 2 – 4                   | Білорусь          | товариський матч  | -    |          |
| 7-9-2002   | Рига               | Латвія            | 0 – 0                   | Швеція            | Відбір до ЧЄ 2004 | -    |          |
| 12-10-2002 | Варшава            | Польща            | 0 – 1                   | Латвія            | Відбір до ЧЄ 2004 | -    |          |
| 20-11-2002 | Серравалле         | Сан-Марино        | 0 – 1                   | Латвія            | Відбір до ЧЄ 2004 | -    | 46'      |
| 12-2-2003  | Анталія            | Латвія            | 2 – 1                   | Литва             | товариський матч  | -    | 75'      |
| 2-4-2003   | Київ               | Україна           | 1 – 0                   | Латвія            | товариський матч  | -    |          |
| 30-4-2003  | Рига               | Латвія            | 3 – 0                   | Сан-Марино        | Відбір до ЧЄ 2004 | 2    | 83'      |
| 7-6-2003   | Будапешт           | Угорщина          | 3 – 1                   | Латвія            | Відбір до ЧЄ 2004 | -    | 79'      |
| 20-8-2003  | Рига               | Латвія            | 0 – 3                   | Узбекистан        | товариський матч  | -    | 59'      |
| 6-9-2003   | Рига               | Латвія            | 0 – 2                   | Польща            | Відбір до ЧЄ 2004 | -    |          |
| 10-9-2003  | Рига               | Латвія            | 3 – 1                   | Угорщина          | Відбір до ЧЄ 2004 | 1    |          |
| 11-10-2003 | Стокгольм          | Швеція            | 0 – 1                   | Латвія            | Відбір до ЧЄ 2004 | -    |          |
| 15-11-2003 | Рига               | Латвія            | 1 – 0                   | Туреччина         | Відбір до ЧЄ 2004 | -    |          |
| 19-11-2003 | Стамбул            | Туреччина         | 2 – 2                   | Латвія            | Відбір до ЧЄ 2004 | -    | 34'      |
| 18-2-2004  | Ларнака            | Казахстан         | 1 – 3                   | Латвія            | товариський матч  | -    | 78'      |
| 21-2-2004  | Ларнака            | Латвія            | 1 – 4                   | Білорусь          | товариський матч  | -    |          |
| 31-3-2004  | Целє (місто)       | Словенія          | 0 – 1                   | Латвія            | товариський матч  | -    | 62'      |
| 6-6-2004   | Рига               | Латвія            | 2 – 2                   | Азербайджан       | товариський матч  | -    | 46'      |
| 15-6-2004  | Авейру             | Чехія             | 2 – 1                   | Латвія            | ЧЄ 2004           | -    |          |
| 19-6-2004  | Порту              | Німеччина         | 0 – 0                   | Латвія            | ЧЄ 2004           | -    |          |
| 23-6-2004  | Брага (Португалія) | Латвія            | 0 – 3                   | Нідерланди        | ЧЄ 2004           | -    | 83'      |
| 4-9-2004   | Рига               | Латвія            | 0 – 2                   | Португалія        | Відбір до ЧС 2006 | -    |          |
| 8-9-2004   | Люксембург         | Люксембург        | 3 – 4                   | Латвія            | Відбір до ЧС 2006 | -    | 32'      |
| 9-10-2004  | Братислава         | Словаччина        | 4 – 1                   | Латвія            | Відбір до ЧС 2006 | -    | 86'      |
| 13-10-2004 | Рига               | Латвія            | 2 – 2                   | Естонія           | Відбір до ЧС 2006 | -    | 81'      |
| 17-11-2004 | Вадуц              | Ліхтенштейн       | 1 – 3                   | Латвія            | Відбір до ЧС 2006 | -    |          |
| 8-2-2005   | Строволос          | Фінляндія         | 2 – 1                   | Латвія            | товариський матч  | -    | 64'      |
| 9-2-2005   | Лімасол            | Латвія            | 1 – 1 д.ч. (5 - 3 п.п.) | Австрія           | товариський матч  | -    | 25' 46'  |
| 30-3-2005  | Рига               | Латвія            | 4 – 0                   | Люксембург        | Відбір до ЧС 2006 | 1    | 66'      |
| 4-6-2005   | Санкт-Петербург    | Росія             | 2 – 0                   | Латвія            | Відбір до ЧС 2006 | -    |          |
| 8-6-2005   | Рига               | Латвія            | 1 – 0                   | Ліхтенштейн       | Відбір до ЧС 2006 | 1    |          |
| 17-8-2005  | Рига               | Латвія            | 1 – 1                   | Росія             | Відбір до ЧС 2006 | -    |          |
| 3-9-2005   | Таллінн            | Естонія           | 2 – 1                   | Латвія            | Відбір до ЧС 2006 | -    |          |
| 7-9-2005   | Рига               | Латвія            | 1 – 1                   | Словаччина        | Відбір до ЧС 2006 | -    |          |
| 16-8-2006  | Москва             | Росія             | 1 – 0                   | Латвія            | товариський матч  | -    |          |
| 2-9-2006   | Рига               | Латвія            | 0 – 1                   | Швеція            | Відбір до ЧЄ 2008 | -    |          |
| 6-9-2006   | Есперанж (комуна)  | Люксембург        | 0 – 0                   | Латвія            | товариський матч  | -    | 82'      |
| 7-10-2006  | Рига               | Латвія            | 4 – 0                   | Ісландія          | Відбір до ЧЄ 2008 | -    | 46'      |
| 28-3-2007  | Вадуц              | Ліхтенштейн       | 1 – 0                   | Латвія            | Відбір до ЧЄ 2008 | -    |          |
| 2-6-2007   | Рига               | Латвія            | 0 – 2                   | Іспанія           | Відбір до ЧЄ 2008 | -    | 86'      |
| 6-6-2007   | Рига               | Латвія            | 0 – 2                   | Данія             | Відбір до ЧЄ 2008 | -    | 66'      |
| 22-8-2007  | Рига               | Латвія            | 1 – 2                   | Молдова           | товариський матч  | -    | 59'      |
| 8-9-2007   | Рига               | Латвія            | 1 – 0                   | Північна Ірландія | Відбір до ЧЄ 2008 | -    |          |
| 12-9-2007  | Ов'єдо             | Іспанія           | 2 – 0                   | Латвія            | Відбір до ЧЄ 2008 | -    | 69'      |
| 17-11-2007 | Рига               | Латвія            | 4 – 1                   | Ліхтенштейн       | Відбір до ЧЄ 2008 | -    | 82'      |
| 21-11-2007 | Стокгольм          | Швеція            | 2 – 1                   | Латвія            | Відбір до ЧЄ 2008 | -    | 43'      |
| Усього     |                    | Матчів (4 місце)  | 106                     |                   | Голів             | 10   |          |

## Титули і досягнення
- Чемпіон Латвії (8):

«Сконто»: 1992, 1993, 1994, 1995, 1996, 1997, 1998, 1999
- Володар Кубка Латвії (4):

«Сконто»: 1992, 1995, 1997, 1998